# Атанас Ганчев (поет)
Атанас Ганчев е български поет, публицист и литературен критик.

## Биография
Роден е в Цар Калоян, област Разград на 20 април 1950 г. От есента същата година живее в Русе. Завършва специалност „Българска филология“ във Великотърновския университет „Св. св. Кирил и Методий“.
Работи дълги години като учител в Русе. Специализира литературознание, литературна критика и литературна история. Има защитен специализиран научен труд на тема „Иван Пейчев сред поколението на 30-те години“. Автор е на над 300 публикации в областта на литературната история и критика, а също и в областта на историята и културологията.

## Книги
- „Октомврийски сняг“ (лирика), 1993
- „Отвоювано небе“ (литературна критика), 1993
- „Полет над Хирон“ (публицистика), 1994
- „Термити“ (поетична публицистика), 2000
- „Д-р Янко Янев – есета за Родината“ (съставителство и предговор), 2002
- „Проф. Константин Гълъбов – Да вярваме в по-доброто бъдеще“ (съставителство и предговор), 2003
- „Последна Река“ (лирична родова хроника), 2003
- „Резецът на Демиурга“ (литературна критика), 2010